# Мечеть «Тәжиден Батырұлы»
Мечеть «Тәжиден Батырұлы» (Новая мечеть) — каменная мечеть в Уральске, памятник архитектуры XIX века.
Мечеть построена на средства уральского купца Муртазы Абдулина. В отличие от ранее построенной Красной мечети в Татарской слободе Уральска, мечеть получило имя Яна Мечеть (каз. Жаңа мешіт) — Новая. Построенная вблизи городского базара, мечеть быстро стала популярной в том числе у приезжавших татарских и казахских торговцев. Здание мечети традиционно ориентировано на Мекку и расположено под углом к существующей вокруг городской застройке. С основным зданием прямоугольной формы соединяется коридором небольшое здание с минаретом шестиугольной формы. Стены мечети украшены элементами декоративной кирпичной кладки. Как и многие другие религиозные храмы в Уральске, в первые годы Советской власти мечеть была закрыта для верующих и подверглась частичной перестройке — здание лишилось минарета. В нём разместили отделение связи, позднее — военный трибунал уральского гарнизона. В годы Великой Отечественной войны, в период послабления гонений на религию, мечеть была передана верующим и стала единственной действующей мечетью города. В 1990 году зданию мечети вернули минарет.